# Aurora Floyd (film 1912)
Aurora Floyd è un cortometraggio muto del 1912 diretto da Theodore Marston.
Prima versione per lo schermo del romanzo Aurora Floyd di Mary Elizabeth Braddon, è interpretato dalla star della Thanhouser Film Corporation, Florence La Badie. Nel 1915, uscirà, prodotto dalla Biograph Company, il remake Aurora Floyd, diretto da Travers Vale e interpretato da Louise Vale.

## Produzione
Il film fu prodotto dalla Thanhouser Film Corporation nel 1912.

## Distribuzione
Distribuito dalla Film Supply Company, il film - un cortometraggio in due bobine - uscì nelle sale cinematografiche statunitensi il 10 dicembre 1912.